# Loudenvielle
Loudenvielle é uma comuna francesa na região administrativa de Occitânia, no departamento dos Altos Pirenéus. Estende-se por uma área de 42,65 km². Em 2010 a comuna tinha 305 habitantes (densidade: 7,2 hab./km²).